# Prvoslav Mihajlović
Prvoslav Mihajlović, in serbo Првослав Михајловић? (Valjevo, 13 aprile 1921 – Belgrado, 28 giugno 1978), è stato un allenatore di calcio e calciatore jugoslavo, di ruolo centrocampista.

## Carriera
Con il Partizan vinse due campionati (1947, 1949) e quattro Coppe nazionali (1947, 1952, 1954 e 1957). Giocò in prestito per due mesi anche nella Stella Rossa, ma, pur vincendo il campionato, ebbe occasione di disputare soltanto 10 amichevoli e di segnare 2 reti prima di tornare al Partizan.
In seguito fu allenatore aggiunto della Jugoslavia ai Mondiali del 1962, poi lavorò come dirigente al Partizan ed in vari altri club di altri continenti.

## Palmarès

### Giocatore

#### Club
- Campionato jugoslavo: 3

Partizan: 1946-1947, 1948-1949
Stella Rossa: 1951
- Coppa di Jugoslavia: 4

Partizan: 1946-1947, 1952, 1953-1954, 1956-1957

#### Nazionale
- Argento olimpico: 1

Londra 1948